# 稲葉直子
 稲葉 直子 （いなば なおこ、1968年1月1日 - ）は、元青森放送アナウンサー。

## 経歴・人物
青森県弘前市出身。弘前大学人文学部経済学科卒業。在学中に青森放送で1年間、ラジオ番組のリポーターを務めたことをきっかけに大学卒業後の1991年にその局へアナウンサーとして入社。同期には秋山博子と辻拓哉がいる。入社後もラジオ番組やテレビ版RABニュースレーダーのお天気コーナー、らっきータイム、弘前の先輩である伊奈かっぺい、内海桂子と共に知ればしるほど!!あおもり県を担当。その後、同番組を後任として後輩の田村啓美へ引き継いで、1998年頃に青森放送を寿退社した。

## 過去の担当番組

### テレビ
- RABニュースレーダー - お天気コーナー
- らっきータイム
- 知ればしるほど!!あおもり県

### ラジオ
- おはようワイドあおもり
- HI・ROSA それ行け/トウインクルカプセル